# Rhinobatos obtusus
Rhinobatos obtusus е вид акула от семейство Rhinobatidae. Видът е уязвим и сериозно застрашен от изчезване.

## Разпространение и местообитание
Разпространен е в Бангладеш, Индия, Индонезия, Малайзия, Мианмар, Пакистан, Тайланд и Шри Ланка.
Обитава крайбрежията на океани, морета и рифове.

## Описание
На дължина достигат до 93 cm.
Популацията на вида е намаляваща.